# Ӱ
Ne doit pas être confondu avec la lettre latine Ÿ ni avec la lettre grecque Ϋ.
Ӱ (minuscule : ӱ) est une lettre de l’alphabet cyrillique utilisée dans l’écriture de plusieurs langues non slaves (altaï, chor, khakasse, khanty, mari des montagnes, mari des prairies, urum), où elle note la voyelle [y], ou en rusyn de Transcarpathie. Ce graphème correspond à la lettre cyrillique ‹ У › diacritée par un tréma.

## Représentations informatiques
Le ou tréma peut être représenté avec les caractères Unicode suivants :
- précomposé (cyrillique)

| formes    | représentations | chaînes de caractères | points de code | descriptions                         |
| --------- | --------------- | --------------------- | -------------- | ------------------------------------ |
| capitale  | Ӱ               | Ӱ                     | U+04F0         | lettre majuscule cyrillique ou tréma |
| minuscule | ӱ               | ӱ                     | U+04F1         | lettre minuscule cyrillique ou tréma |

- décomposé (signes diacritiques, Cyrillique)

| formes    | représentations | chaînes de caractères | points de code | descriptions                                     |
| --------- | --------------- | --------------------- | -------------- | ------------------------------------------------ |
| capitale  | Ӱ               | У◌̈                    | U+0423 U+0308  | lettre majuscule cyrillique ou diacritique tréma |
| minuscule | ӱ               | у◌̈                    | U+0443 U+0308  | lettre minuscule cyrillique ou diacritique tréma |